# Gordon Cherry
Gordon Emanuel Cherry (* 6. Februar 1931 in Barnsley; † 11. Januar 1996 in Hampton-in-Arden, West Midlands) war ein britischer Akademiker, der zu Stadtplanung forschte. Sein Forschungsschwerpunkt lag hierbei auf der Geschichte der Stadtplanung. Cherry gilt als eine der führenden Figuren in der wissenschaftlichen Forschung zu Stadtplanung.

## Leben
Cherry studierte Geografie am Queen Mary College in London und machte dort 1953 seinen Abschluss. Nach seinem National Service wurde er in der kommunalen Verwaltung tätig und arbeitete unter anderem in den Abteilungen für Stadtplanung von Durham, Kingston upon Hull, Doncaster und Sheffield sowie Newcastle upon Tyne. Während seiner Zeit als Research Officer im Newcastle-upon-Tyne City Planning Department von 1963 bis 1968 war er für Wilfred Burns und Kenneth Galley tätig. In dieser Zeit gewonnene Forschungsergebnisse führten 1970 mit Town Planning in its Social Context zu seiner ersten Buchveröffentlichung.
1968 nahm er eine Lehrtätigkeit an der University of Birmingham auf und wurde dort Senior Lecturer sowie stellvertretender Direktor des Centre of Urban and Regional Studies. 1976 wurde er zum Professor für Urban and Regional Studies berufen. 1991 erfolgte seine Emeritierung. Des Weiteren war er von 1981 bis 1986 Dekan der Faculty of Commerce and Social Science sowie von 1987 bis 1991 Leiter der School of Geography und Public Orator der Universität.
In den 1970er Jahren war er Gründungsmitglied und Vorsitzender der Planning History Group, welche später unter seiner Federführung zur International Planning History Society wurde. Des Weiteren gründete er zusammen mit Anthony Sutcliffe die Fachzeitschrift Planning Perspectives und war mit ihm von 1986 bis zu seinem Tod 1996 deren Herausgeber. Von 1978 bis 1979 war er Präsident des Royal Town Planning Institute. 1991 wurde er Fellow des Institute for Advanced Research in the Humanities.
Cherry war seit 1957 verheiratet. Aus der Ehe gingen drei Kinder, ein Sohn und zwei Töchter, hervor.

## Veröffentlichungen (Auswahl)
- Town Planning in its Social Context (1970)
- Urban Change and Planning (1972)
- The Evolution of British Town Planning (1974)
- Pioneers in British Planning (1981)
- The Politics of Town Planning (1982)
- mit J. L. Penney: Holford: a study in planning, architecture and civil design (1986)
- Birmingham: a study in geography, history and planning (1994)
- Town Planning in Britain Since 1900 (1996)
- mit Alan Rogers: Rural Change and Planning: England and Wales in the Twentieth Century (1997)